# Botanische Studien
Botanische Studien (abreviado Bot. Stud.) fue una revista científica con ilustraciones y descripciones botánicas que fue publicada en Jena desde 1954 a 1972, publicándose 19 números.